# Laura Prieto
Laura Prieto   (Montevideo, 21 de novembre de 1985) és una model, personalitat de la televisió xilena, cantant, actriu i ballarina xilena d'origen uruguaià. Actualment viu a Santiago de Xile
Ha desenvolupat una carrera de model per a l'agència New Models; també compta amb més d'un centenar de desfilades de moda, sessions fotogràfiques i campanyes publicitàries. També treballa com a animadora d'esdeveniments.

## Filmografia[calcitació]
| Any       | Programa / sèrie             |
| --------- | ---------------------------- |
| 2006–2008 | El Ultimo Pasajero           |
| 2009–2010 | Calle 7                      |
| 2010      | Sin vergüenza (telenovel·la) |
| 2010–2013 | Yingo                        |
| 2010      | Amores de Calle              |
| 2011      | Vampiras                     |
| 2019      | Resistiré                    |